# 进步保守主义
进步保守主义（英語：progressive conservatism），是一个来自于保守主義的思想意识，它依附于保守主義政策的基础上合并了進步主義的制度政策。为解决贫困问题，它强调了社会保障的重要性，支持随同政府对于市场中消费者与生产者的监督与调控，有限度地进行财富再分配。进步保守主义作为一个独特的意识形态，其雏形在英国前首相本杰明·迪斯雷利的“一国保守主义”原则当中首次出现。
在英国，歷任首相迪斯雷利、斯坦利·鲍德温、内维尔·张伯伦、温斯顿·丘吉尔、哈罗德·麦克米伦以及前任首相戴维·卡梅伦都曾被描述成进步保守主义的代表者。天主教的《劳工通谕》（1891）中作为一种天主教社会训导就提倡了进步保守主义。
在美国，西奥多·罗斯福总统（1901－1909）被认为是第一个进步保守主义者，他将其看做是一个政治惯例，对此说：“我一直都相信明智的进步主义及保守主义一直是手拉手地前进”。其继任者威廉·霍华德·塔夫脱（1909－1913）被许多人认作是进步保守主义人士，他也自称是“一个进步保守主义的信仰者”。二战后的总统中，德怀特·戴维·艾森豪威尔（1953－1961）也声明自己是进步保守主义的提倡者。
在德国，总理列奥·冯·卡普里维将进步保守主义提升到工作议程并称其为“新课程”。
在加拿大，很多个保守政权一直采用进步保守主义，并伴随着加拿大主要保守运动，官方命名为加拿大进步保守党（成立于1942年至2003年）。在加拿大，歷任總理阿瑟·米恩、理察·貝德福德·貝內特、约翰·迪芬贝克、乔·克拉克、布莱恩·马尔罗尼还有金·坎贝尔都以进步保守主义来领导联邦政府。

## 历史

### 英国
进步保守主义大致发展自英国保守政府的时任首相本杰明·迪斯雷利，它当时被用作放任主义与英国激进主义支持者们的中间立场。
天主教会的《新事通谕》（1891）中提倡被称为天主教社会训导中的进步保守主义学说，该主义用来阐述当时贫困工人们的相关问题。
自二十世纪四十年代到七十年代间，进步保守主义政纲倍受英国保守党的欢迎，它的成功在于，相较于工党，能够更好的推动保守党维护相类似的社会政策。尤其当时鲍集团敦促保守派在社会政策上维稳，这也是对拥有极端保守思想却不采取维稳的政体予以抵抗。提倡英国实施进步保守主义的主要人物是拉布·巴特勒。
巴特勒过去主要负责工业宪章的创设，其意在将自由企业贸易支持与保守党的干涉经济相互合并，这更加保障了就业机会，推动了全面性就业，帮助改善并激发了想要去发展个人技术与才能的在职员工，这样可以使得他们以个体的形式去自由地挖掘潜力，并让那些不怎么敬爱自己岗位的员工得到了更多的激励。工业宪章曾被保守党领袖温斯顿·丘吉尔所批评，尽管他随后也开始支持，并严厉的谴责了右倾化的保守政党，这是对社会主义前进所迈出的一大步。
英国首相戴维·卡梅伦（2010年－2016年）一直被描述为是一个进步保守主义者。在2009，作为英国保守党的最高领袖，他在英国智库演示中提出了进步保守主义项目。在他的讲演中，简单的描述了他所理解意义上的当代进步保守主义。
首先，一个社会中要公平，终身要帮助人民脱离贫穷，以停止他们的困苦为目标而奋斗。其次，一个机会均等的社会要做到每个人都有权利享有，在迈克尔·戈夫那最美的词汇中我们能听到，“让他们著成属于自己的生命篇章”。第三点，一个社會要让它更清洁更美丽，这是为了下一代的未来而着想。还有第四点，一个更加安全的社会，人民居住其中得到的是安全，并免受来自威胁与恐惧的慌乱。    —— 戴维·卡梅伦，2009